# クロロビオシン
クロロビオシン（英：Clorobiocin）はアミノクマリン系抗菌薬で、DNAジャイレースという酵素を阻害する。